# 蓝猫淘气3000问·幽默舞台
《蓝猫幽默系列》，即《蓝猫淘气3000问·幽默舞台系列》，是《蓝猫淘气3000问》开篇之作。每集8分30秒，共424集。

## 介绍
幽默舞台系列之下还有许多不满100集的小系列，如：星座故事，地形地貌，科技创新，自然现象等。

## 配音演员
配音演員如下：
- 葛平——蓝猫
- 付以琳——淘气、咖喱
- 袁文君——肥仔、鸡大婶
- 罗沐——菲菲
- 陈蕾——甜妞
- 李一兵——旁白